# アーティスティックスイミング

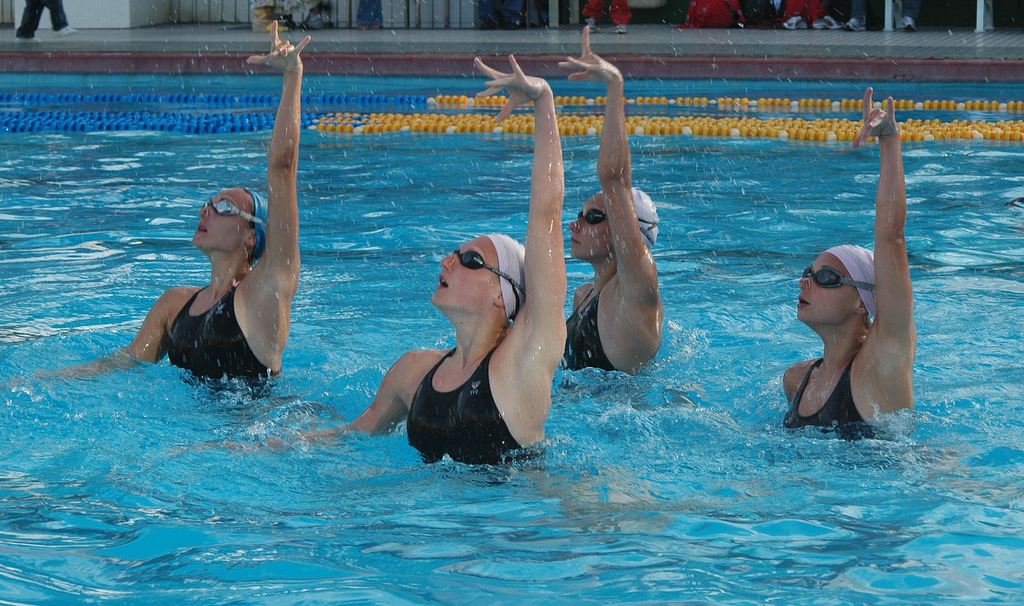
ロシアのチーム（2007年5月）

アーティスティックスイミング（英: artistic swimming）は、プール内で音楽に合わせて肉体を動かし、技の完成度、同調性、構成、芸術的な表現力などの得点で競う水泳競技の一種。ASと略される。2017年まではシンクロナイズドスイミング（英: synchronized swimming）と呼ばれていた。
2017年7月22日、曲や人に同調することを意味する「シンクロナイズド」の語が芸術性を求める演技にふさわしくないという意見を踏まえて、当時の国際水泳連盟（FINA・(現)世界水泳連盟World Aquatics）が競技種目名を「シンクロナイズドスイミング」から「アーティスティックスイミング」に変更すると発表した。これに呼応して日本水泳連盟（JASF）も2018年4月1日から種目名などを「アーティスティックスイミング」に一斉に変更した。

## 概要
アーティスティックスイミングには大別してフィギュアとルーティンと呼ばれる2種類の競技がある。
フィギュアはユース年代以下の大会で実施され、基礎的基本的技術の完成度を競う採点競技であり、音楽は使用しない。ルールに規定された黒の水着に白色のキャップと地味な見た目で、報道されることはほとんどない。
ルーティンは音楽に合わせて1人から複数人の人数で演技する採点競技である。報道されるのはこちらであり、一般にアーティスティックスイミングと言えばルーティン競技のことと認識されている。
ルーティンには、女子ソロ（1人）、男子ソロ（1人）、女子デュエット（2人）、ミックスデュエット（男女2人）、チーム（4〜8人、うち男子2人まで）、フリーコンビネーション（ユース年代以下のみ実施、4〜10人）、アクロバティックルーティン（4〜8人、うち男子2人まで）の種目がある。
このうち、女子ソロ、男子ソロ、女子デュエット、ミックスデュエット、チームでは、テクニカルルーティンと、フリールーティンが行われる。テクニカルルーティンはあらかじめ決められた規定要素と呼ばれる技を演技に取り入れることが定められており、競技者の技術力に重点をおいた採点が行われる。フリールーティンには規定要素はなく自由に演技する。

### 競技

#### 女子
- ソロ　テクニカルルーティン
- ソロ　フリールーティン
- デュエット　テクニカルルーティン
- デュエット　フリールーティン

#### 男子
- 男子ソロ　テクニカルルーティン
- 男子ソロ　フリールーティン

#### 混合
- ミックスデュエット　テクニカルルーティン
- ミックスデュエット　フリールーティン

#### オープン（男子最大2名まで）
- チーム　テクニカルルーティン
- チーム　フリールーティン
- チーム　アクロバティックルーティン

世界水泳選手権や日本水泳選手権では、上記11種目はすべて独立した種目として実施されている。一方、オリンピックではテクニカルとフリーの合計点で順位を争う方式となっている。
近年では精密な演技よりも長身選手による迫力のある演技が評価されるようになっている。水中でのミスが目立ちにくいことから、大会以前の競技実績が審査に影響するとされる。

## 2023年の競技規則改正
リフトやジャンプといった大技が多く盛り込まれ、技術だけでなく構成力や芸術的な表現力も問われる。
ルーティンで実施する技術（エレメント）を事前に書面（コーチカード）で提出する方式となり、事前申告と異なる演技が行われると、その技術に関しては最低点の評価を受けることになる。
新種目としてチームアクロバティックルーティンが導入された。演技中に7つのアクロバティック動作を取り入れて構成しなければならないため、華やかでダイナミックな種目である。アクロバティック動作は他の泳者の補助を得て行われる動作で4種類に分類されている。なお、他のチーム種目、デュエット、ミックスデュエットでもアクロバティック動作を入れる数が決まっている。
エアボーン：フライヤーが空中に飛ばされる、ジャンプ、スロー。
バランス：土台に支えられる、スタック、リフト。
コンバインド：2～3基のベースを飛び越えたり飛び移ったりする。
プラットフォーム：安定した度台の上に持ち上げられ、ポーズを取ったり動作を行う。

## 衣装・頭髪・化粧・ノーズクリップ・その他
衣装（水着）
技術と同時に美や芸術性も競う競技であるため、ルーティン競技では演技に応じてデザインされた派手な水着を着用する。
頭髪
髪は競技中乱れないように市販のゼラチンを少量の熱湯で溶かしたもので固めている。水着に合わせた髪飾りも許容されているが、水中で抵抗になるのであまり大きなものは使わない。競技後は熱いシャワーを使うことでゼラチンを簡単に洗い流すことができる。2024年現在、男子選手の髪型は短髪が多く、髪飾りも使用していない。
化粧
耐水性の化粧品を使用し、口紅を濃く入れる、遠方からでもハッキリ分かるアイメイクなど派手な化粧をする。
ノーズクリップ
一般に、水中で倒立姿勢を取ると鼻腔（の空気）が上を向いた状態で開放され、排気されてしまうため鼻に水が入る状態になる。口は意識的に閉じることができるが鼻は閉じられないためである。空気が鼻から漏れることを防ぐためにノーズクリップを使用する。演技中、他の選手と接触するなどで外れたときのために競技中も予備を水着に挟んで泳いでいる。ノーズクリップを使用しないで演技可能な選手が稀に存在する。
水中スピーカー
水中でも音楽が聞き取れるよう、水中スピーカーが設置されている。水中は空気中と音響特性が異なるので音楽鑑賞に堪えられる音質ではないが、空中では演技用の音楽以外の雑音・騒音が聞こえる反面、水中では水中スピーカーからの音楽のみが聞こえるので演技を合わせるためには聴きやすい。
陸上動作
ステージ中央の所定の位置から開始ポーズを取るまでの時間（ウォークオン）はソロ・デュエットが20秒以内、それ以外は30秒以内で、超過すると減点。音楽が始まってから10秒以内は陸上で踊っても構わない。陸上演技なしで水中からスタートしても良い。飛び込みの方法に規定はない。

## ルーティンの採点
2023年に大幅な変更があった。
コーチカード
すべてのルーティンには、必ず含まなければならないエレメントの種類と数が決められていて、エレメントはハイブリッド、アクロバティック、テクニカルリクワイヤエレメントに分類されている。試合前にエレメントの実施順序とディフィカルティ（難易率）を記入したコーチカードを提出する。
ジャッジ
競技は、ディフィカルティテクニカルコントローラー3名、シンクロナイゼーションテクニカルコントローラー3名、エレメントパネル5名、アーティスティックインプレッションパネル5名で採点する。（ソロ競技ではシンクロナイゼーションテクニカルコントローラーは配置されない）
ディフィカルティテクニカルコントローラーは、コーチカードの記載が正確で、申告通りに実施されているかを確認する。申告通りに実施されていない場合ディフィカルティはベースマーク（最低難易率）または0が与えられる。
シンクロナイゼーションテクニカルコントローラーは、動作不一致になっているエラーをカウントする。
エレメントパネルのジャッジは、各エレメントの完遂度を採点する。
アーティスティックインプレッションパネルのジャッジは、芸術的観点の3領域（コレオグラフィーとミュージカリティー、パフォーマンス、トランジション）を採点する。
採点
各ジャッジは0.25点きざみで採点する。スコアの上限は100点ではない。
各エレメントには係数がついていて重み付けが異なる。アーティスティックインプレッションのコレオグラフィーとミュージカリティーには他の2領域より大きな係数が設定されていて重みが大きい。
係数の設定は種目によって異なっている。

## オリンピック

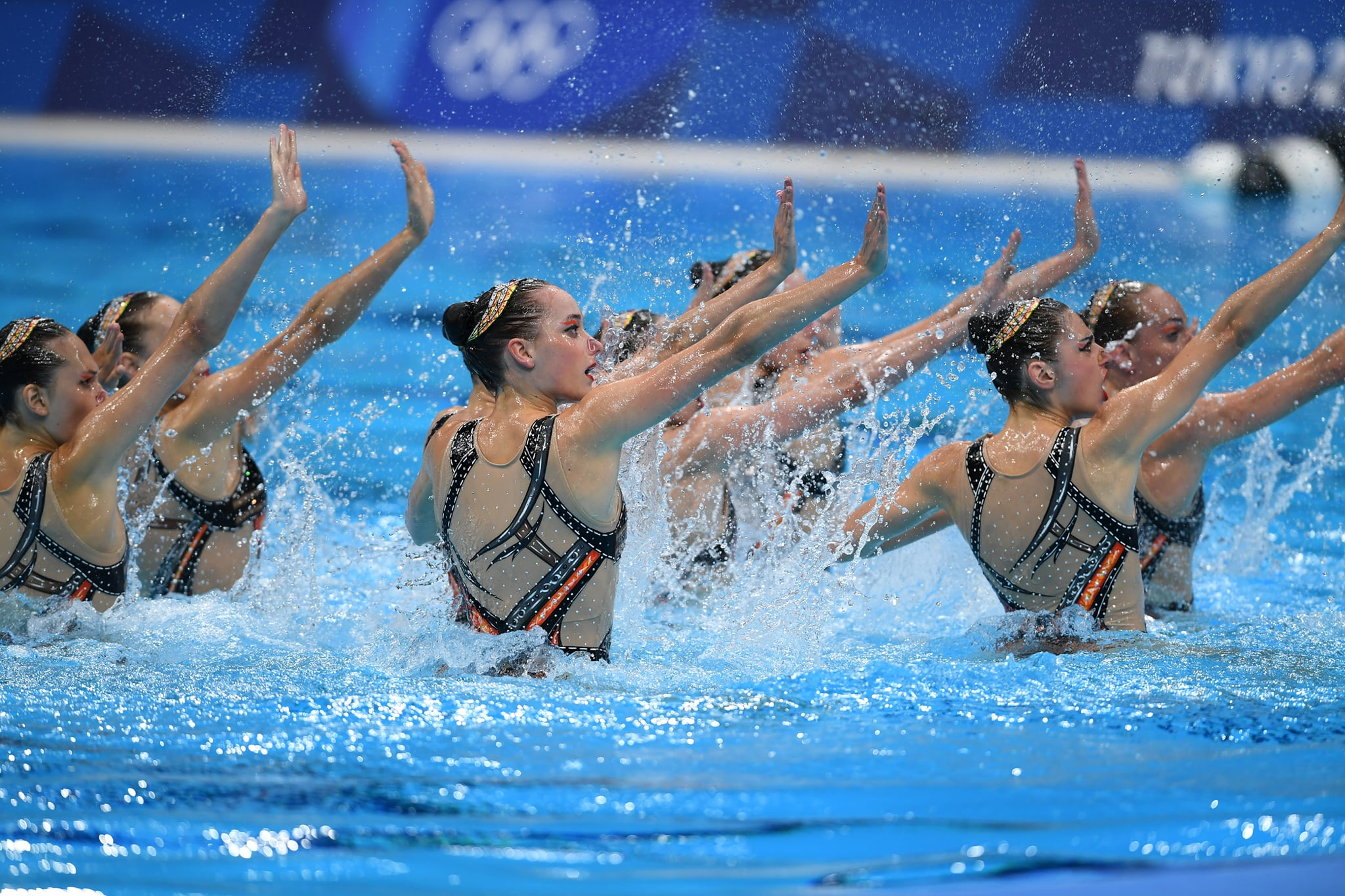
2020年東京オリンピック

アーティスティックスイミングがオリンピック種目に正式採用されたのは1984年ロサンゼルスオリンピックからである（当時はシンクロナイズドスイミング）。現在まですべての大会で、女子のみが夏季オリンピック種目となっている（女子のみ実施なのはアーティスティックスイミングと新体操のみ）。
オリンピックでは、当初は1人で演技を行うソロ競技と2人で演技を行うデュエット競技の2種目で実施されていたが、1996年アトランタオリンピックよりソロ競技に代わって新たに4～8人で演技を行うチーム競技が採用され、現在はチーム競技とデュエット競技の2種目で実施されている。
2012年ロンドンオリンピックでは、NHKが開発し技術提供したツインズカムで、屈折率の異なる水中と水上の演技を1画面でとらえた公式映像が中継された。
2024年パリオリンピックのチーム競技は、テクニカルルーティン、フリールーティン、アクロバティックルーティンの3種目の合計点で順位が決定される。

## 男子の出場
国際水泳連盟（現・世界水泳連盟）は2014年11月の臨時総会（カタールのドーハ）の投票によって、「ソロ」や「ミックスデュエット」をアーティスティックスイミングの新種目として導入することを決定し、2015年夏の世界選手権（ロシアのカザン）で「ミックスデュエット」が初めて実施された。
世界選手権以外では、ビル・メイ（米国）のように、女子と組んで大会に出場し優勝を果たした男子選手がいる。
日本水泳連盟は2015年にジュニアオリンピック10～12歳の区分で男子の出場を認め、2016年度より公式競技会に男子が出場できるようになった。2017年4月29日、日本選手権において、フリーコンビネーションで、女子選手8人に交じって男子選手1人が史上初めて出場した。
2023年の世界水泳連盟の競技規則改正によって、チーム競技には男子選手が最大2名まで参加できることとなり、同年の日本選手権で数名の男子選手が出場している。
2023年世界水泳選手権（福岡）では、佐藤友花・佐藤陽太郎組がミックスデュエットテクニカルルーティン2位、ミックスデュエットフリールーティン3位で表彰台に上がっている。